# Звіринець (струмок)
Звіринець — струмок у Києві, в місцевостях Звіринець, Верхня Теличка та Нижня Теличка, права притока Дніпра. Потяжність — близько 2 км.

## Опис

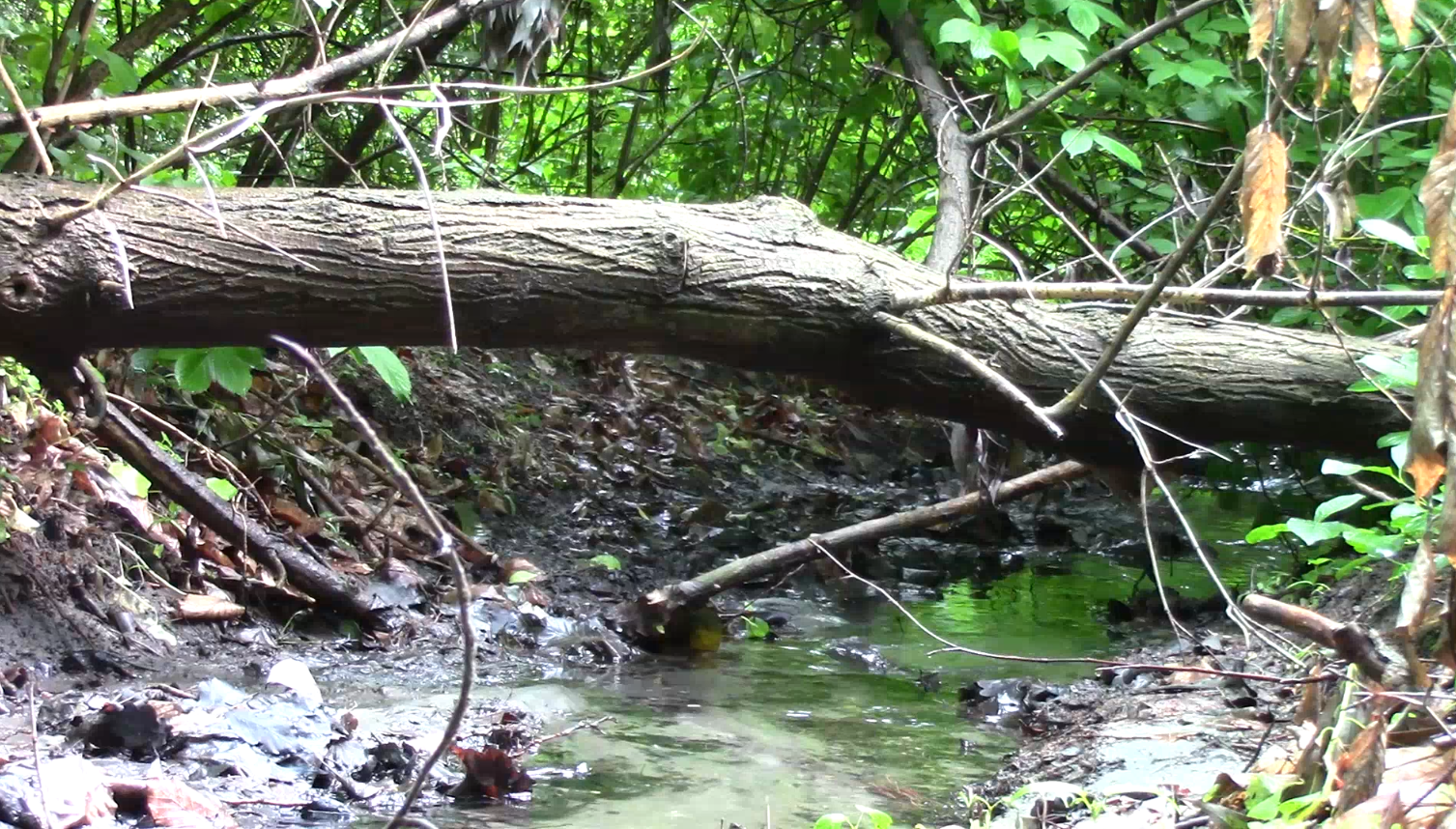
Природнє русло струмку Звіринець

Починається поблизу Інституту проблем міцності у трубах, далі протікає у відкритому руслі на території Ботанічного саду ім. М. Гришка, вздовж вулиці Тимірязєвської. Перетинає залізницю, впадає у Дніпро біля вулиці будіндустрії та ремонтно-відстійного пункту човнів № 4 (Дніпровська затока). Помилково вважається, що струмок є притокою Либеді.